# SV Eintracht Leipzig-Süd
Der SV Eintracht Leipzig-Süd (offiziell: Sportverein Eintracht Leipzig-Süd e. V.) ist ein Sportverein aus Leipzig. Der Verein wurde im Jahre 1950 gegründet und bietet die Sportarten Fußball, Tischtennis, Gymnastik, Bogenschießen und Kampfsport an.
Sportliches Aushängeschild des Vereins ist die Frauenfußballabteilung. Die erste Mannschaft spielte zwischen 2012 und 2015 in der drittklassigen Regionalliga Nordost und im Jahr 2018 gelang die Rückkehr in die Regionalliga Nordost. Die erste Männermannschaft des Vereins spielt im Gegensatz dazu in der Kreisoberliga.

## Geschichte
Der Verein wurde im Jahre 1950 als Sportverein Einheit Leipzig-Süd gegründet. Noch im gleichen Jahr erfolgte die Umbenennung in BSG Einheit Georg Schwarz Leipzig. Im Rahmen der Wiedervereinigung nahm der Verein den Namen SV Eintracht Leipzig-Süd an. Im Volksmund wird der Verein schlicht ELS genannt.
Im Jahre 2004 gründeten einige junge Frauen die Hobbyfußballmannschaft Diadora Connewitz. Zehn Spielerinnen dieses Teams gründeten drei Jahre später die Frauenfußballabteilung beim SV Eintracht, die im Jahre 2008 erstmals Ligaspiele austrug. Die Mannschaft erreichte drei Aufstiege in Folge und spielte 2011 bereits in der Landesliga Sachsen. Dort wurden ELS auf Anhieb Meister und setzte sich in der Aufstiegsrunde zur Regionalliga Nordost gegen die Spandauer Kickers und den 1. FC Neubrandenburg 04 durch.
Nachdem man in der Premierensaison den fünften Platz am Ende der Saison belegt hatte, gewannen sie in der Saison 2013/14 die Meisterschaft vor dem 1. FC Union Berlin. Den damit verbundenen Aufstieg nahmen die Leipzigerinnen aus wirtschaftlichen Gründe nicht wahr und verblieben in der Regionalliga.
In der Saison 2014/15 belegten der SV Eintracht am Ende der Spielzeit den dritten Platz. Nach der Saison wurde zwischen dem SV Eintracht Leipzig-Süd und dem FFV Leipzig, dessen erste Mannschaft in der 2. Bundesliga und dessen zweite Mannschaft in der Regionalliga Nordost spielte, ein Kooperationsvertrag geschlossen, was zur Folge hatten, dass in der Saison 2015/16 keine Frauenmannschaft unter dem Namen SV Eintracht Leipzig-Süd antrat.
Nach nur einer Saison wurde die Kooperation wieder aufgegeben, da die erste Mannschaft des FFV Leipzig aus der 2. Bundesliga in die Regionalliga abstieg. Zur Saison 2016/17 startete der Verein wieder mit einer eigenen Frauenfußballmannschaft, welche in der Landesliga Sachsen antrat. In der ersten Saison belegte die Mannschaft den fünften Platz. In der zweiten Saison sicherte sich die Mannschaft aufgrund der besseren Tordifferenz gegenüber dem punktgleichen Chemnitzer FC den Meistertitel in der Landesliga. Um den Aufstieg in die Regionalliga Nordost wurden zwei Spiele gegen den 1. FFV Erfurt ausgetragen. Nach einem 2:2-Unentschieden im Hinspiel siegten die Damen von ELS mit 2:1 auf der heimischen Südkampfbahn und schafften damit nach dreijähriger Abstinenz die Rückkehr in die Regionalliga. Am Ende der Saison 2022/23 erfolgte der sportliche Abstieg in die Landesliga.

## Spielstätte
Heimspielstätte ist die Südkampfbahn an der Raschwitzer Straße. Die Anlage nutzten bis 1945 offensichtlich mehrere ehemalige Vereine u. a. mit Fußball: „Allgemeiner Turnverein Leipzig Connewitz“, „Spielvereinigung 08 Leipzig Dölitz“, „Turnverein Leipzig Connewitz 1858“. Der ehemalige „Leipziger Sportverein Eintracht 1904“ war im Eintracht-Sportpark in der Nähe des Forsthauses Raschwitz, Coburger Straße beheimatet.

## Persönlichkeiten
- Carolin-Sophie Härling
- Ieva Kibirkštis
- Dieter Lauk